# Gelis vulnerans
Gelis vulnerans är en stekelart som först beskrevs av Thomas Ignatius Maria Forster 1850.
Gelis vulnerans ingår i släktet Gelis och familjen brokparasitsteklar. Arten är reproducerande i Sverige. Inga underarter finns listade i Catalogue of Life.